# Municipio de La Salud
Municipio de La Salud är en kommun i Kuba.   Den ligger i provinsen Provincia Mayabeque, i den västra delen av landet, 30 km söder om huvudstaden Havanna.